# Cartalone
Cartalóne (... – Taranto, 209 a.C.) è stato un militare cartaginese.

## Biografia
Combatté durante la Seconda guerra punica, che vedeva Cartagine battersi contro Roma per il controllo del Mar Mediterraneo.
Bomilcare fu al comando della cavalleria numidiana di Annibale durante la battaglia di Canne.
Venne incaricato di andare a Roma per trattare  la pace portando con sé una delegazione di prigionieri romani. Il nuovo dittatore romano, Marco Giunio Pera, lo mandò via la sera stessa.
In seguito Cartalóne, ebbe il comando del presidio di Taranto, fino al 209 a.C., quando la città venne assedia ed espugnata dai romani condotti da Fabio Massimo. Nella battaglia Cartalóne venne ucciso da un soldato.